# Енсино (Тексас)
Енсино (енгл. Encino) насељено је место без административног статуса у америчкој савезној држави Тексас.

## Демографија
По попису из 2010. године број становника је 143, што је 34 (-19,2%) становника мање него 2000. године.
| Група             | 2000.       | 2010.       |
| Белци             | 8 (4,5%)    | 10 (7,0%)   |
| Афроамериканци    | 0 (0,0%)    | 0 (0,0%)    |
| Азијати           | 0 (0,0%)    | 0 (0,0%)    |
| Хиспаноамериканци | 168 (94,9%) | 133 (93,0%) |
| Укупно            | 177         | 143         |